# 新民街道 (锦州市)
新民乡，是中华人民共和国辽宁省锦州市太和区下辖的一个乡镇级行政单位。

## 行政区划
新民乡下辖以下地区：
孙家湾村、北铺村、大围子村、郭家村、团山子村、杨兴村、十里台村、温家村、新民村、八家子村、刘家窝铺村、北壕村、前山村、宋家沟村、唐庄子村、苏家沟村和后山村。